# Fran Escribá
Francisco Escribá Segura (* 3. Mai 1965 in Valencia) ist ein spanischer Fußballtrainer.

## Spielerkarriere
Der in Valencia geborene Fran Escribá spielte als Jugendlicher für den ortsansässigen Klub FC Valencia. Nach dieser von 1977 bis 1984 dauernden Zeit schaffte er jedoch nicht den Sprung in den professionellen Bereich. Daraufhin wandte er sich zunächst vom Fußball ab.

## Trainerkarriere
Im Jahre 2001 übernahm Escribá nach vorangegangener Trainerausbildung das Amt des Cheftrainers beim Amateurklub Buñol, wo er ein Jahr lang bis 2002 arbeitete. Daraufhin kehrte er zu seinem alten Verein FC Valencia zurück, um dort in der Jugendarbeit zu trainieren. Auch diese Tätigkeit hatte eine Dauer von einem Jahr. Ab 2004 arbeitete Escribá zusammen mit Quique Sánchez Flores bei diversen Vereinen. Dabei war Escribá Co-Trainer unter Sánchez Flores. Die erste Station hatte das Trainergespann von 2004 bis 2005 beim Erstligaaufsteiger FC Getafe, mit als Dreizehnter sicher der Klassenerhalt gelang. Es folgte daraufhin ein zweijähriges Engagement beim FC Valencia. Dort gelang in der ersten Saison als Dritter der Primera División 2005/06 die Qualifikation für die UEFA Champions League 2006/07, wo man im Viertelfinale knapp am FC Chelsea scheiterte. Im Jahr darauf gelang als Vierter erneut die Qualifikation für die Champions League. Im Oktober 2007 wurden Sánchez Flores und Escribá beim FC Valencia aufgrund schlechter werdender Resultate entlassen. Von 2008 bis 2009 war Escribá daraufhin Assistent von Quique Sánchez Flores beim portugiesischen Rekordmeister Benfica Lissabon, wo jedoch die Taça da Liga 2009 der größte Erfolg blieb.
Seine erfolgreichste Station als Co-Trainer von Sánchez Flores hatte Fran Escribá von 2009 bis 2011 bei Atlético Madrid. Gleich in seiner ersten Saison gewann man die UEFA Europa League 2009/10 durch einen 2:1-Finalsieg nach Verlängerung über den FC Fulham. Wenig später wurde gegen Inter Mailand auch der UEFA Super Cup gewonnen. Hinzu kommt die Teilnahme am Endspiel der Copa del Rey 2009/10, wo man sich allerdings dem FC Sevilla mit 0:2 geschlagen geben musste. Nach Platz sieben als Endresultat der Primera División 2010/11 trennte sich Atlético Madrid von Sánchez Flores und damit auch von Escribá, der im Folgenden selbst als Cheftrainer weiter arbeitete.
Im Sommer 2011 wurde Fran Escribá neuer Coach des Zweitligisten FC Elche. Nach Platz elf im ersten Jahr führte Escribá seine Mannschaft in der Segunda División 2012/13 zur Meisterschaft mit einem Vorsprung von fünf Punkten auf den ersten Verfolger FC Villarreal und damit zum ersten Aufstieg in die Primera División seit 1989. Zudem wurde Escribá mit der Miguel-Muñoz-Trophäe als bester Trainer der zweiten spanischen Liga in jenem Jahr ausgezeichnet. Nach dem Aufstieg in die Primera División konnte sich der FC Elche unter Fran Escribá dort im ersten Jahr als Sechzehnter knapp halten. Am Ende sicherte ein Punkt Vorsprung gegenüber dem ersten Absteiger CA Osasuna den Klassenerhalt. Auch in der Primera División 2014/15 gelang sportlich als Dreizehnter diesmal sogar wesentlich sicherer der Klassenerhalt. Aus finanziellen Gründen musste der FC Elche jedoch in die Segunda División zwangsabsteigen, woraufhin Escribá als Cheftrainer zurücktrat. Er wurde im Sommer 2015 in Nachfolge von Pablo Franco Martín neuer Trainer beim Erstligisten FC Getafe. Nach zwölf Spielen ohne Sieg wurde er am 11. April 2016 entlassen.
Im August 2016 wurde er Trainer des FC Villarreal. Am 25. September 2017 wurde Escribá nach einem schlechten Start der Mannschaft in der Liga entlassen.
Anfang März 2019 wurde er Trainer bei Celta Vigo, die auf dem 17. Platz in der ersten spanischen Liga standen. Im November trennte sich der Verein von Escribá. Von Februar bis November 2021 trainierte er erneut den FC Elche. Von November 2022 bis November 2023 war er Cheftrainer von Real Saragossa.
Im September 2024 unterschrieb er für den Rest der Saison 2024/25 beim FC Granada.

## Erfolge

### Als Co-Trainer
- UEFA Europa League: 1×
  - 2009/10 mit Atlético Madrid
- UEFA Super Cup: 1×
  - 2010 mit Atlético Madrid
- Taça da Liga: 1×
  - 2008/09 mit Benfica Lissabon

### Als Cheftrainer
- Meisterschaft der Segunda División: 1×
  - 2012/13 mit dem FC Elche
- Miguel-Muñoz-Trophäe: 1×
  - 2012/13 als Trainer des FC Elche